# Källträsket
Källträsket är en sjö i Kalix kommun i Norrbotten som ingår i Keräsjoki-Sangisälvens kustområde. Källträsket ligger i Käll- och Mjöträsken Natura 2000-område.